# Richard Posner
Richard Allen Posner (New York City, New York, 11. siječnja 1939.) je profesor prava pri Pravnom fakultetu Sveučilišta u Chicagu. Na tom sveučilištu predaje od 1969. godine, uključivo i vrijeme u kojem je bio sudac Federalnog žalbenog suda za 7. okrug od 1981. do 2017. godine.

## Životopis
Richard Posner rođen je 11. siječnja 1939. god. u New Yorku. Oboje roditelja su mu bili Židovi, otac iz Rumunjske, a majka iz Galicije (u vrijeme njene emigracije, dio Austro-Ugarske). 1959. godine je završio dodiplomske studije iz engleske književnice na Sveučilištu Yale, uz pohvalu summa cum laude, a potom je studirao na Pravnom fakultetu Harvardskog sveučilišta. Tijekom studija je bio predsjednik publikacije Harvard Law Review, te je 1962. godine diplomirao kao prvi u svojoj klasi s pohvalom magna cum laude. 
1962. – 1963. je bio "clerk" (otprilike: sudački vježbenik) kod suca Vrhovnog suda Sjedinjenih Američkih Država Williama J. Brennana, koji je ondje predvodio "liberalno krilo" sudaca. 
Od 1963. do 1965. bio je pomoćnik Povjerenika Philipa Elmana, tada člana Savezne trgovinske komisije, ("Federal Trade Commission"), tijelom koje se prvenstveno bavi zaštitom tržišnog natjecanja.
1965. godine postao je pomoćnik Državnog pravobranitelja (U.S. solicitor general) Thurgooda Marshallla, kasnijeg suca Vrhovnog suda SAD; kojega se također smatralo "liberalnim" pravnikom.
Nakon što je 1968. godine (tj. nešto prije nego što će navršiti 30 godina) postao docent ("Associate Professor") na Sveučilištu Stanford, 1969. god. je postao profesor na Sveučilištu u Chicagu, te od tada ondje neprekidno predaje, na raznim kolegijima: od prava zaštite tržišnog natjecanja do ustavnog prava i teorije o pravu. 
1981. godine Posnera je predsjednik Ronald Regan nominirao za suca Federalnog žalbenog suda za 7. okrug sa sjedištem u Chicagu, gdje će kao sudac ostati sve do 2017. godine. Od 1993. do 2000. godine bit će i predsjednik tog suda. Bit će zapamćen kao konzervativni sudac u vrijeme svojega imenovanje, da bi ga kasnije prepoznavali kao tzv. libertarijanca.
Iz njegovog dugogodišnjeg braka s Charlene Posner, rođen je 1965. godine Eric Possner, koji je od 1998. godine također profesor na Pravnom fakultetu Sveučilišta u Chicagu, te se uglavnom bavi međunarodnim pravom.

## Doprinos u struci i znanosti
Posner se bavio širokim izborom tema na području prava, a njegova djela su u redovima pravne struke bila zapažena. Spada među najcitiranije i najutjecajnije među živućim američkim piscima. Njegovo djelo je za života postalo predmet proučavanja drugih pravnih znanstvenika. Kao sudac u važnim slučajevima tužbi za zaštitu kolektivnih interesa i prava (engl. "class action"), napisao je veći broj vrlo zapaženih obrazloženja presuda i izdvojenih mišljenja, koje su imale učinak na razvoj suvremenog američkog prava.
On sam kao svoj doprinos pravu u Americi ukazuje na inzistiranje na tzv. pragmatizmu u suđenju, pri čemu misli na generalni stav da se mora sagledati kakvi su konkretni učinci zauzimanja određenog pravnog stajališta. Kod njega, donositelji zakona (politički predstavnici) i njegovi interpreti (u principu, suci) trebaju biti vođeni stavom kojega on naziva "svakodnevni pragmatizam", prije nego da budu preokupirani "apstraktnim" moralnim preokupacijama.

## Vanjske poveznice
- Richard A. Posner, Senior Lecturer in Law, The University of Chicago Law School, pristupljeno 22. srpnja 2021.